# 国际妇女媒体基金会
国际妇女媒体基金会（International Women’s Media Foundation）简称IWMF，基金会成立于1990年，总部位于美国纽约华盛顿特区，是致力于提高女性在新闻行业和出版领域的作用的一个全球性网络，表扬那些不惧威胁和敢言的女性新闻工作者。每年在全球範圍內會頒布新聞從業者勇氣獎和新聞從業者終身成就獎，旨在獎勵在新聞傳媒領域中做出特别貢獻的女性新闻从业人员。该组织与全球130個國家的媒體工作者有聯繫和合作。
国际妇女媒体基金会为缅怀2003年在伊拉克被害的《波士顿环球报》记者伊丽莎白·诺伊弗，从而设立了针对所有女性记者的学术奖金项目。為紀念美聯社攝影記者安贾·涅得金豪斯在阿富汗殉職身亡，国际妇女媒体基金会2014年宣佈设立「安贾·涅得金豪斯新聞攝影勇氣獎」，奖励那些具有非凡勇氣并在行業中脫穎而出的女性攝影記者。